# Silvela (Friol)
Silvela (llamada oficialmente Santa María de Silvela) es una parroquia y un lugar español del municipio de Friol, en la provincia de Lugo, Galicia.

## Organización territorial
La parroquia está formada por dieciséis entidades de población, constando quince de ellas en el nomenclátor del Instituto Nacional de Estadística español:

### Entidades de población
Entidades de población que forman parte de la parroquia:
- Busto
- Cango (O Cango)
- Carrelos (Os Carrelos)
- Cibreiro (O Cibreiro)
- Corteporcos
- Covariza (A Covariza)
- Espiño (O Espiño)
- Marcela (A Marcela)
- O Pardiñeiro
- Pallota (A Pallota)
- Pedramaior
- Petas (As Petas)
- Reción
- Silvela

### Despoblados
Despoblados que forman parte de la parroquia:
- Campelo
- Eirexe (A Eirexe)

## Demografía

### Parroquia
| Gráfica de evolución demográfica de Silvela (parroquia) entre 2000 y 2019 |
|                                                                           |
| Datos según el nomenclátor publicado por el INE.                          |

### Lugar
| Gráfica de evolución demográfica de Silvela (lugar) entre 2000 y 2019 |
|                                                                       |
| Datos según el nomenclátor publicado por el INE.                      |